# Luigi Capuano
Pour les articles homonymes, voir Capuano.
Luigi Capuano, né le 13 juillet 1904 à Naples et mort le 20 octobre 1979 à Rome, est un réalisateur et scénariste italien.

## Biographie
Né à Naples en 1904, il fréquente l'Académie de l'l'armée de l'air italienne à Pouzzoles et acquiert son brevet de pilote ; il participe à la Seconde Guerre mondiale dans l'Armée de l'Air, une expérience qui influencera sa future activité de scénariste et réalisateur.
Il travaille ensuite comme journaliste sportif avant de venir au cinéma à l'âge de 43 ans. Scénariste et réalisateur de films divertissants en tous genres, d'abord souvent des melodramma strappalacrime déchirants et des comédies napolitaines, il s'est forgé une solide réputation d'artisan technique et de réalisateur de films de genre au cours des années 1950. Vers la fin de la décennie, il entame une longue série de films de cape et d'épée et conclut sa filmographie par un film d'espionnage et deux westerns spaghettis. En 1971, pour des raisons fiscales, son nom est à nouveau cité dans une version italo-espagnole de Zorro, Zorango et les Comancheros, coréalisé par José Luis Merino. Il est parfois listé au générique sous le pseudonyme de « Lewis King ».

## Filmographie
- 1948 : La Loi du sang (it) (Legge di sangue)
- 1949 : Le Pain des pauvres (Vertigine d'amore)
- 1949 : Rondini in volo (it)
- 1950 : La strada finisce sul fiume (it)
- 1951 : Beautés à Capri (Bellezze a Capri), coréalisé avec Adelchi Bianchi
- 1952 : Les innocents paient (it) (Gli innocenti pagano)
- 1952 : Bagne à vie (it) (Ergastolo)
- 1953 : Condamnez-le ! (it) (Condannatelo!)
- 1954 : Cœur de maman (it) (Cuore di mamma)
- 1954 : Ballade tragique (it) (Ballata tragica)
- 1955 : Je t'attendais (Luna nova)
- 1955 : La Fille du gardien de phare (La rossa)
- 1955 : Sœur Maria (it) (Suor Maria)
- 1955 : Testament spirituel (it) (Scapricciatiello)
- 1956 : Maruzella (it)
- 1956 : Passion tragique (it) (Amaramente)
- 1956 : L'Épée de la vengeance (Il cavaliere dalla spada nera)
- 1957 : Onore e sangue (it)
- 1957 : Sous les griffes du tyran (Il conte di Matera)
- 1957 : Déception d'amour (it) (Serenata a Maria)
- 1958 : Sorrisi e canzoni (it)
- 1958 : Carosello di canzoni (it)
- 1959 : Il mondo dei miracoli
- 1960 : La Terreur du masque rouge (Il terrore della maschera rossa)
- 1961 : Drakut le Vengeur (it) (Drakut il vendicatore)
- 1961 : La Vengeance d'Ursus (La vendetta di Ursus)
- 1961 : L'Épée du châtiment (Una spada nell'ombra)
- 1962 : Zorro l'intrépide (Zorro alla corte di Spagna)
- 1963 : Le Lion de Saint-Marc (Il leone di San Marco)
- 1963 : Zorro et les Trois Mousquetaires (Zorro e i tre moschettieri)
- 1963 : Le Tigre des mers (La tigre dei sette mari)
- 1963 : Le Bourreau de Venise (Il boia di Venezia)
- 1964 : Les Repaires de la jungle noire (it) (I misteri della giungla nera)
- 1964 : Samson contre le corsaire noir (Sansone contro il corsaro nero)
- 1964 : Le Trésor de Malaisie (Sandokan alla riscossa)
- 1964 : Le Léopard de la jungle noire (Sandokan contro il leopardo di Sarawak)
- 1964 : La Vengeance des gladiateurs (La vendetta dei gladiatori)
- 1965 : Le Flibustier des Caraïbes (L'avventuriero della Tortuga)
- 1966 : New York dans les ténèbres (it) (Perry Grant agente di ferro)
- 1967 : Le Magnifique Texan (Il magnifico texano)
- 1968 : El Sancho, c'est le temps de mourir (Sangue chiama sangue)
- 1971 : Zorango et les Comancheros (Zorro il cavaliere della vendetta), coréalisé avec José Luis Merino